# アグリコラ (小惑星)
アグリコラ (3212 Agricola) は小惑星帯に位置する小惑星。フィンランドの天文学者ユルィヨ・バイサラがトゥルクで発見した。
名前は、もっとも古い印刷されたフィンランド語の文献の著者で、「フィンランド語の書き言葉の父」と呼ばれる、ミカエル・アグリコラ (Mikael Agricola) から命名された(英語版ウィキペディアのen:Meanings of asteroid names (3001-3500)やドイツ語版では「鉱山学の父」として知られるドイツの鉱山学者ゲオルク・アグリコラ (Georg Agricola) から命名されたとしているが間違いである)。